# Los Angeles Rams 1983
La stagione 1983 dei Los Angeles Rams è stata la 46ª della franchigia nella National Football League e la 38ª a Los Angeles Nel Draft 1983 il futuro membro della Hall of Fame Eric Dickerson che fu premiato come rookie offensivo dell'anno. La stagione iniziò con un record di 5-2 e si concluse con un bilancio di 9-7, raggiungendo i playoff per la prima volta dal 1980. Lì batterono i Cowboys nel primo turno 24-17, venendo eliminati dai Redskins, futuri partecipanti al Super Bowl, sette giorni dopo.

## Roster
| Roster dei Los Angeles Rams nel 1983 |
| --- |
| Quarterback - 15 Vince Ferragamo - 9 Jeff Kemp Running Back - 29 Eric Dickerson - 44 Mike Guman - 30 Barry Redden Wide Receiver - 88 Preston Dennard - 84 George Farmer - 82 Otis Grant - 85 Drew Hill - 89 Jeff Simmons Tight End - 86 Mike Barber - 83 James McDonald Offensive Linemen - 62 Bill Bain T - 60 Dennis Harrah G - 72 Kent Hill G - 78 Jackie Slater T - 56 Doug Smith C Defensive Linemen - 70 Charles DeJurnett DT - 69 Greg Meisner DE - 85 Jack Youngblood DE Linebacker - 52 George Andrews - 50 Jim Collins - 59 Mark Jerue - 58 Mel Owens - 94 Mike Wilcher OLB - 53 Jim Youngblood Defensive Back - 21 Nolan Cromwell FS - 47 LeRoy Irvin CB - 20 Johnnie Johnson SS - 22 Vince Newsome SS - 37 Ivory Sully CB Special Team - 1 Mike Lansford K - 6 John Misko P |
| Legenda - I rookie sono in corsivo. - Il primo ruolo è il principale mentre gli eventuali successivi indicano i ruoli secondari. - (IR) sta per Injured Reserve ed indica la lista ristretta per un solo giocatore infortunato che può tornare ad allenarsi dopo la settimana 6 e a rientrare in prima squadra dopo che questa ha giocato 8 partite. - (NF-Inj.) / (NF-Ill.) stanno rispettivamente per Non-Football Injured e Non-Football Illness ed indicano le liste dove viene inserito un giocatore che ha un infortunio o una malattia non dipendente dal football americano. - (PUP) sta per Physically Unable to Perform ed indica la lista dove viene inserito un giocatore mentre è in attesa di recuperare la condizione fisica. Nella stagione regolare dopo la sesta partita giocata dalla propria squadra, il giocatore ha tempo tre settimane per riprendere ad allenarsi, più tre settimane aggiuntive dal suo rientro agli allenamenti per rientrare in prima squadra. |

## Calendario

### Stagione regolare
| Stagione regolare |                        |           |
| Turno             | Avversario             | Risultato |
| 1                 | at New York Giants     | V 16–6    |
| 2                 | New Orleans Saints     | V 30–27   |
| 3                 | at Green Bay Packers   | S 27–24   |
| 4                 | at New York Jets       | S 27–24   |
| 5                 | Detroit Lions          | V 21–10   |
| 6                 | at San Francisco 49ers | V 10–7    |
| 7                 | Atlanta Falcons        | V 27–21   |
| 8                 | San Francisco 49ers    | S 45–35   |
| 9                 | at Miami Dolphins      | S 30–14   |
| 10                | Chicago Bears          | V 21–14   |
| 11                | at Atlanta Falcons     | V 36–13   |
| 12                | Washington Redskins    | S 42–20   |
| 13                | Buffalo Bills          | V 41–17   |
| 14                | at Philadelphia Eagles | S 13–9    |
| 15                | New England Patriots   | S 21–7    |
| 16                | at New Orleans Saints  | V 26–24   |

### Playoff
| Playoff    |                  |                        |           |
| Turno      | Data             | Avversario             | Risultato |
| Wildcard   | 26 dicembre 1983 | at Dallas Cowboys      | V 24–17   |
| Divisional | 1º gennaio 1984  | at Washington Redskins | S 51–7    |

## Classifiche
| NFC West               |    |   |   |      |     |      |     |     |     |
|                        | V  | S | P | %    | DIV | CONF | PF  | PS  | STR |
| San Francisco 49ers(2) | 10 | 6 | 0 | .625 | 4–2 | 8–4  | 432 | 293 | V3  |
| Los Angeles Rams(5)    | 9  | 7 | 0 | .563 | 5–1 | 8–4  | 361 | 344 | V1  |
| New Orleans Saints     | 8  | 8 | 0 | .500 | 2–4 | 7–5  | 319 | 337 | S1  |
| Atlanta Falcons        | 7  | 9 | 0 | .438 | 1–5 | 4–8  | 370 | 389 | V1  |

## Premi
- Eric Dickerson:

rookie offensivo dell'anno